# Odéon d'Hérode Atticus
L’odéon d’Hérode Atticus, ou théâtre d’Hérode Atticus, est un théâtre romain construit au pied de l’acropole d’Athènes en l'an 161, par Hérode Atticus, en mémoire de sa femme Régilla, morte en l'an 160. Saccagé près d'une centaine d'années après son achèvement, l'édifice fut dès lors intégré aux fortifications d'Athènes. Redécouvert à l'époque moderne, il fut fouillé puis restauré entre le milieu du XVIIIe siècle et le milieu du siècle suivant. Lieu emblématique du festival d'Athènes-Épidaure, le monument accueille des événements culturels de renommée internationale.

## Histoire

### Un imposant monument romain
Hérode Atticus, rhéteur grec célèbre pour sa fortune et ses actions de mécénat public, commandita l'érection de l'odéon peu après l'an 160. Si la date de construction exacte n'est pas connue, on sait qu'elle intervient nécessairement entre la mort de Régilla en 160 et la visite de Pausanias en 174,. L'odéon d'Hérode Atticus est le troisième édifice du genre construit à Athènes, après celui de Périclès et d'Agrippa. L'effondrement du toit de ce dernier, vers l'an 150, accentua potentiellement le besoin d'une nouvelle structure consacrée aux arts musicaux. À l'emplacement choisi, sur les pentes sud-ouest de l'acropole, figurait vraisemblablement un sanctuaire de la nymphe, relié à l’époque hellénistique et romaine au culte d’Aphrodite Pandémos.
Le monument fut décrit par Pausanias comme l'odéon le plus majestueux de Grèce,. Philostrate exprima lui son admiration pour le plafond en bois de cèdre. Le lieu figure également dans la Souda.
L'odéon fut incendié lors du pillage de la ville par les Hérules en l'an 267-268 apr. J.-C., soit à peine une centaine d'années après sa construction.

### Intégration aux fortifications d'Athènes
Le monument ruiné fut vraisemblablement intégré à la fin de la période romaine dans la muraille de la ville, puis au XIe siècle dans la fortification ultérieure, le Rizókastro. Durant l'occupation ottomane, le monument fut intégré au mur de Serpentzé et transformé en redoute,. Des traces d'habitations et les vestiges d'une église ont également été découverts lors des fouilles.

### Redécouverte, restaurations et utilisation moderne

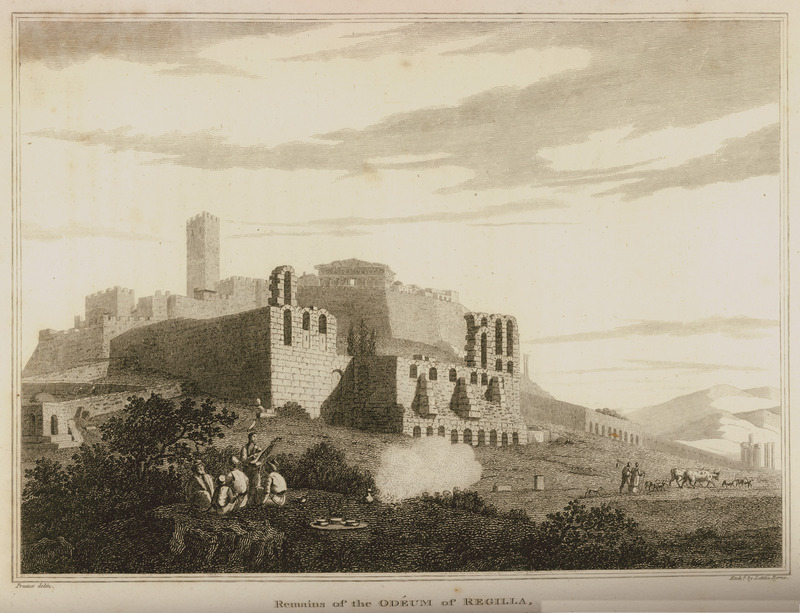
Les ruines de l'odéon en 1813, par Edward Daniel Clarke.

Largement endommagé, partiellement enfoui et remanié, l'odéon n'est plus guère reconnaissable. Au XIVe siècle, un voyageur italien du nom de Niccolo da Martini le confondit avec un ancien pont. En 1460, un visiteur l'identifia comme le palais de Léonidas et de Miltiade et école d’Aristote. En 1575, le dignitaire byzantin Théodose Zygomalas y vit l'école d’Aristote et de Miltiade. Un certain Simon Rabin y situa lui les vestiges de l'Aréopage lors d'un séjour à Athènes en 1665. Rernhum, voyageur Anglais, fit le premier l'hypothèse d'un théâtre dix ans plus tard. Cependant, nombreux furent les voyageurs, tels Jacob Spon, George Wheler, Francesco Fanelli, Jacques-Guillaume Legrand, Nicholas Revett, Richard Pococke, James Stuart,,, Georges Guillet de Saint-George et Francis Vernon (en), qui prirent comme lui l'odéon d'Hérode Atticus pour le théâtre de Dionysos. Ce dernier n'étant pas encore découvert, Julien-David Le Roy fit la même confusion lors de son voyage en Grèce entre avril 1754 et avril 1755. L'architecte français effectua des dessins et décrivit le monument dans son ouvrage le plus connu, Les Ruines des plus beaux monuments de la Grèce, publié en 1758 à son retour en France. Louis-François Cassas réalisa lui aussi des dessins de l'édifice à la fin du XVIIIe siècle. Il fallut attendre Richard Chandler pour voir réapparaître la mention correcte de théâtre d’Hérode Atticus, même si l'archéologue britannique situa le monument à la place qu'occupe l'odéon de Périclès. 
Lors de la guerre d'indépendance grecque, au cours du troisième siège de l'acropole, le colonel Charles Nicolas Fabvier parvint à ravitailler les assiégés grecs en contournant l'édifice,.
Les fouilles débutèrent en 1849. En 1856, le ministre de l'instruction publique Christópoulos lança d'importants chantiers qui se déroulèrent au cours des deux années suivantes et qui permirent l'excavation des gradins,. Conduits sous la houlette de Kyriákos Pittákis, les travaux mirent au jour plusieurs inscriptions, un boulet utilisé lors du siège de l'acropole par Morosini en 1687 et une multitude d'artéfacts tombés du rocher sacré. Une tête de femme fut également découverte.

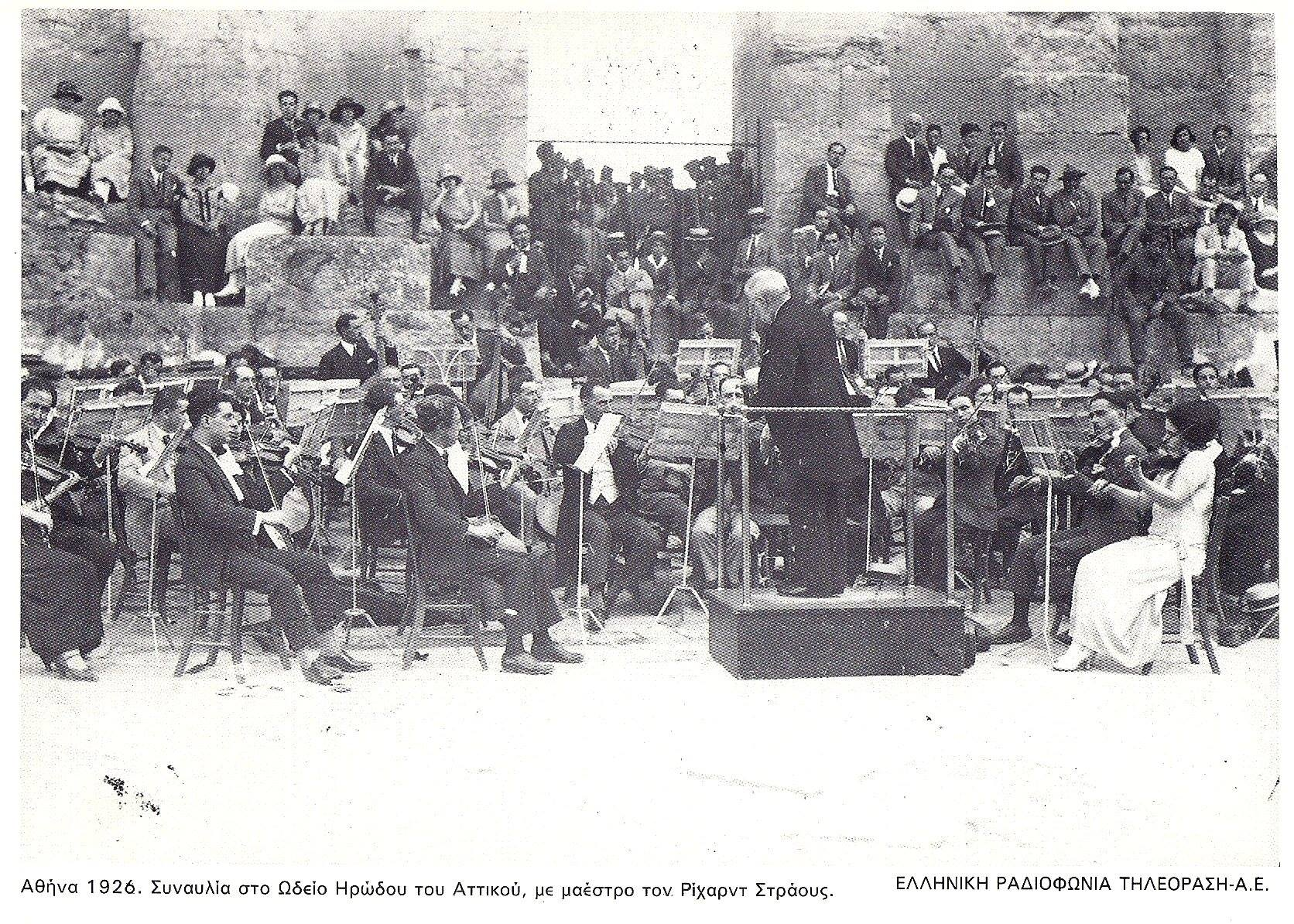
Richard Stauss en mai 1926.

En 1867, une représentation fut donnée en l'honneur de la nouvelle reine Olga. Au printemps 1920, un an et demi avant sa mort, Camille Saint-Saëns s'y produisit. Richard Strauss donna trois concerts six années plus tard.
Dans les années 1950, une importante rénovation des gradins et des extérieurs par Anastásios Orlándos permit l'ouverture à un public plus large. La création du festival d'Athènes en 1955 conforta l'odéon d'Hérode Atticus comme lieu incontournable de la scène culturelle grecque. Maria Callas s'y produisit en 1944 et en 1957. Cette même année, Edith Hamilton présenta une traduction de Prométhée enchaîné d'Eschyle. La Croix d'or de l'Ordre de Bienfaisance, l'une des plus hautes distinctions grecques, lui fut décernée par le roi Paul Ierde Grèce. Le maire d'Athènes la fit également citoyenne d'honneur de la ville,,. Frank Sinatra donna deux concerts caritatifs en mai 1962. L'odéon a également accueilli l'élection de Miss Univers 1973. Le 22 août 1976 fut donnée une représentation du National Symphony Orchestra dirigé par Antal Doráti. Nana Mouskouri y fit plusieurs apparitions, notamment en 1984, en 2008 et en 2014. La scène de l'odéon d'Hérode Atticus vit se produire de nombreux autres artistes célèbres, dont Sting, Yanni, Montserrat Caballe, Liza Minelli, Elton John, Plácido Domingo, Diana Ross, Margot Fonteyn, Luciano Pavarotti, Rudolf Noureev, Martha Graham, Sviatoslav Richter, José Carreras, l'Orchestre philharmonique de New York dirigé par Leornard Bernstein et Patti Smith.
Une importante campagne de restauration, d'une durée minimale de trois ans, est annoncée par le ministère de la Culture à partir de la fin 2025.

## Description

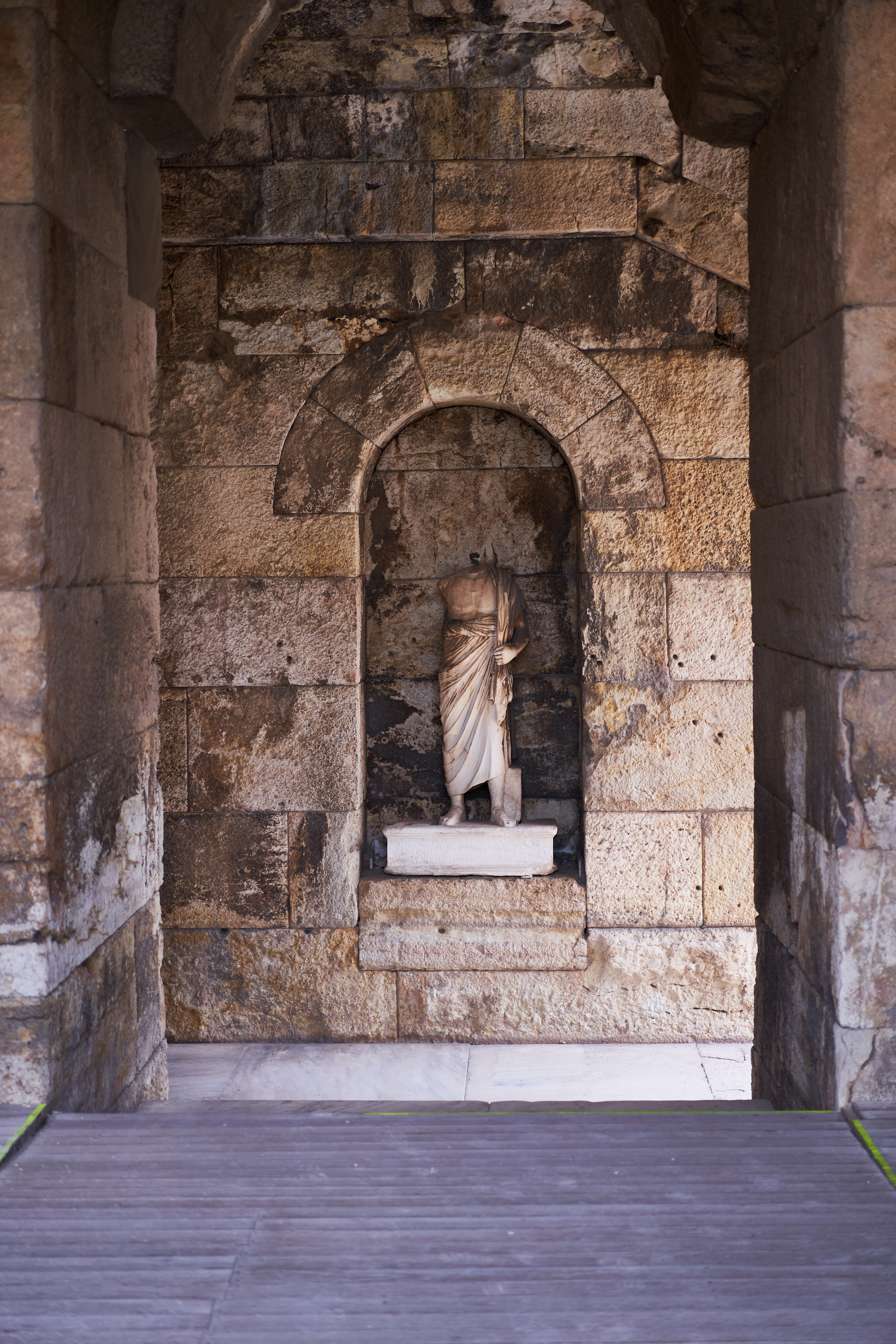
Statue de l'odéon d'Hérode Atticus.

L'odéon d'Hérode Atticus fut l'un des plus imposants odéons de son temps, avec une cavea de 81 mètres de diamètre adossée au versant méridional de l'acropole. Le lieu pouvait vraisemblablement accueillir environ 5 000 spectateurs. Les 32 rangées de gradins sont divisées en deux étages (mæniana) par un palier de circulation (præcinctio) de 1,2 m de large. Au sommet de la cavea figurait une galerie. Les rangées supérieures en marbre furent réutilisées après l'abandon de l'édifice et remaçonnées lors des rénovations du milieu du XXe siècle. L'orchestra de 19 mètres de diamètre était pavée de dalles de marbre. Des sols en mosaïque aux motifs géométriques recouvraient les entrées des escaliers intérieurs (vomitoria) et les murs étaient couverts de marbre. La scène (proscænium) de marbre blanc et cipolin mesure 35 mètres de large. Le mur de scène (frons scænæ) est préservé sur deux des trois étages originels jusqu'à une hauteur de 28 mètres. La façade abritait probablement des statues des membres de la famille d'Hérode Atticus, de Régilla et de la lignée impériale. À l'intérieur est conservée la statue d'un homme sans tête vêtu d'un himation.
Bien que de dimensions exceptionnelles, l'odéon d'Hérode Atticus était vraisemblablement couvert. Outre les mentions antiques du toit, les fouilles du milieu du XXe siècle ont permis de mettre au jour une épaisse couche de cendres dans la cavea. Très onéreuse, la construction de l'édifice n'en fut pas moins menée à la hâte. La précipitation se traduit architecturalement par un traitement limité des détails et une volonté de privilégier l'aspect majestueux du monument.

## Galerie

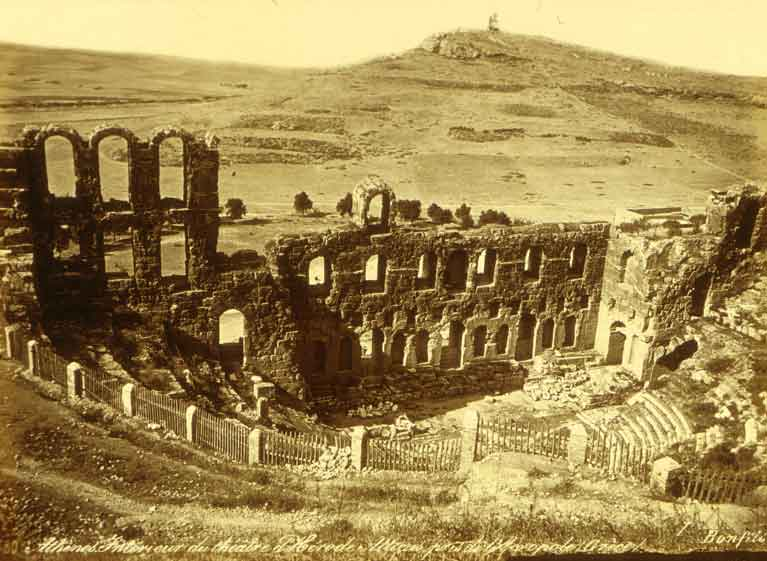
Photographie de Félix Bonfils entre 1868 et 1875.
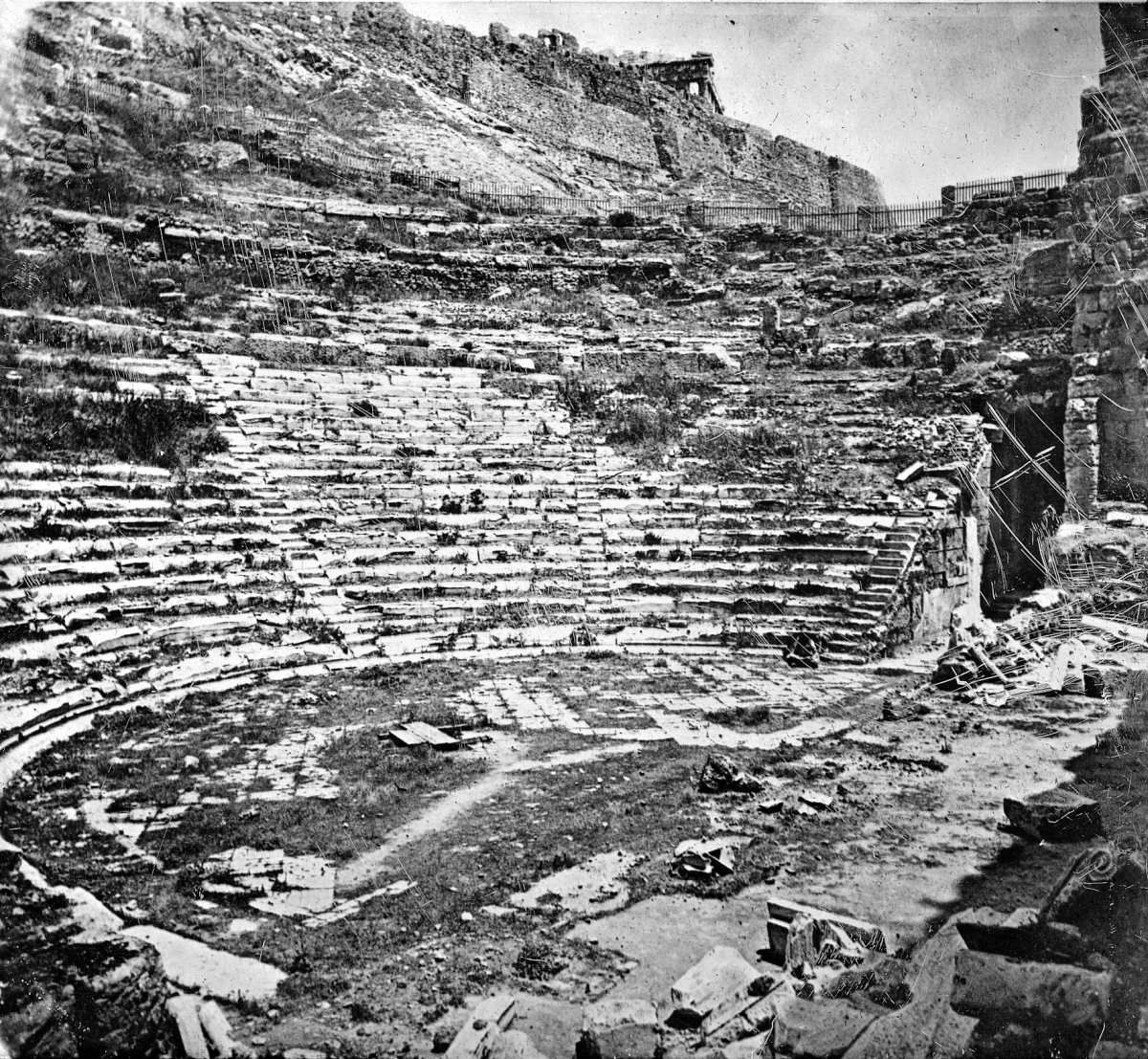
État de conservation du monument vers 1880.
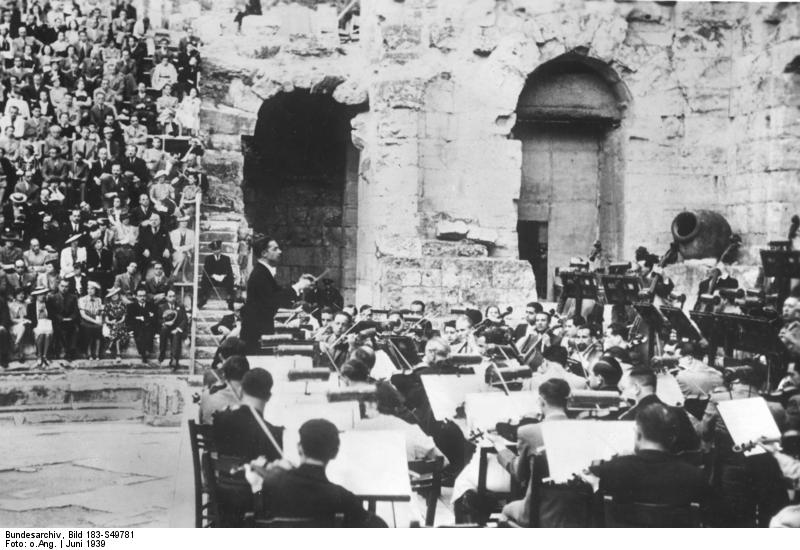
Concert de l'orchestre de l'Opéra national de Berlin, dirigé par Herbert von Karajan, en juin 1939.
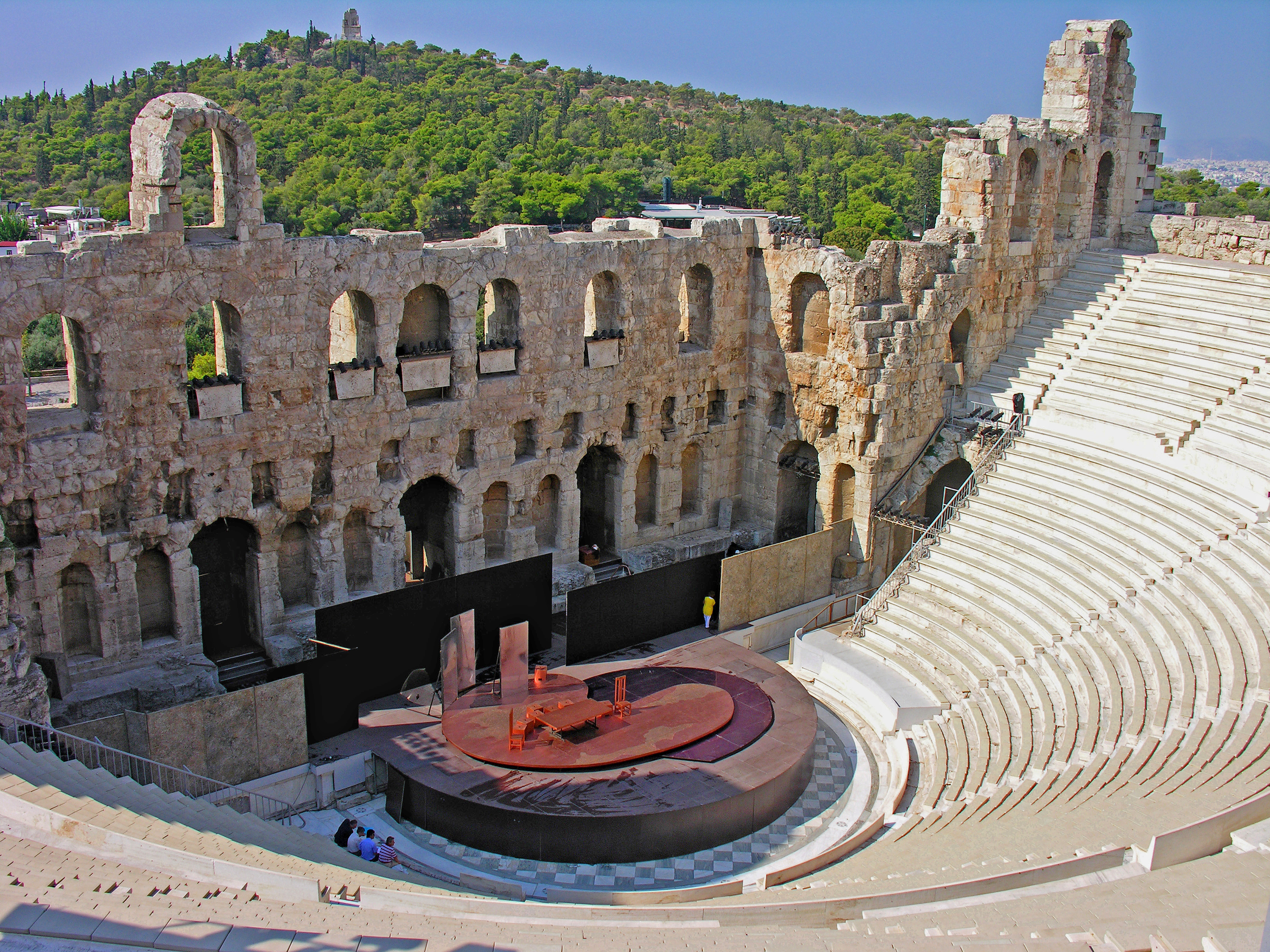
Préparation de la scène pour un spectacle en octobre 2005.
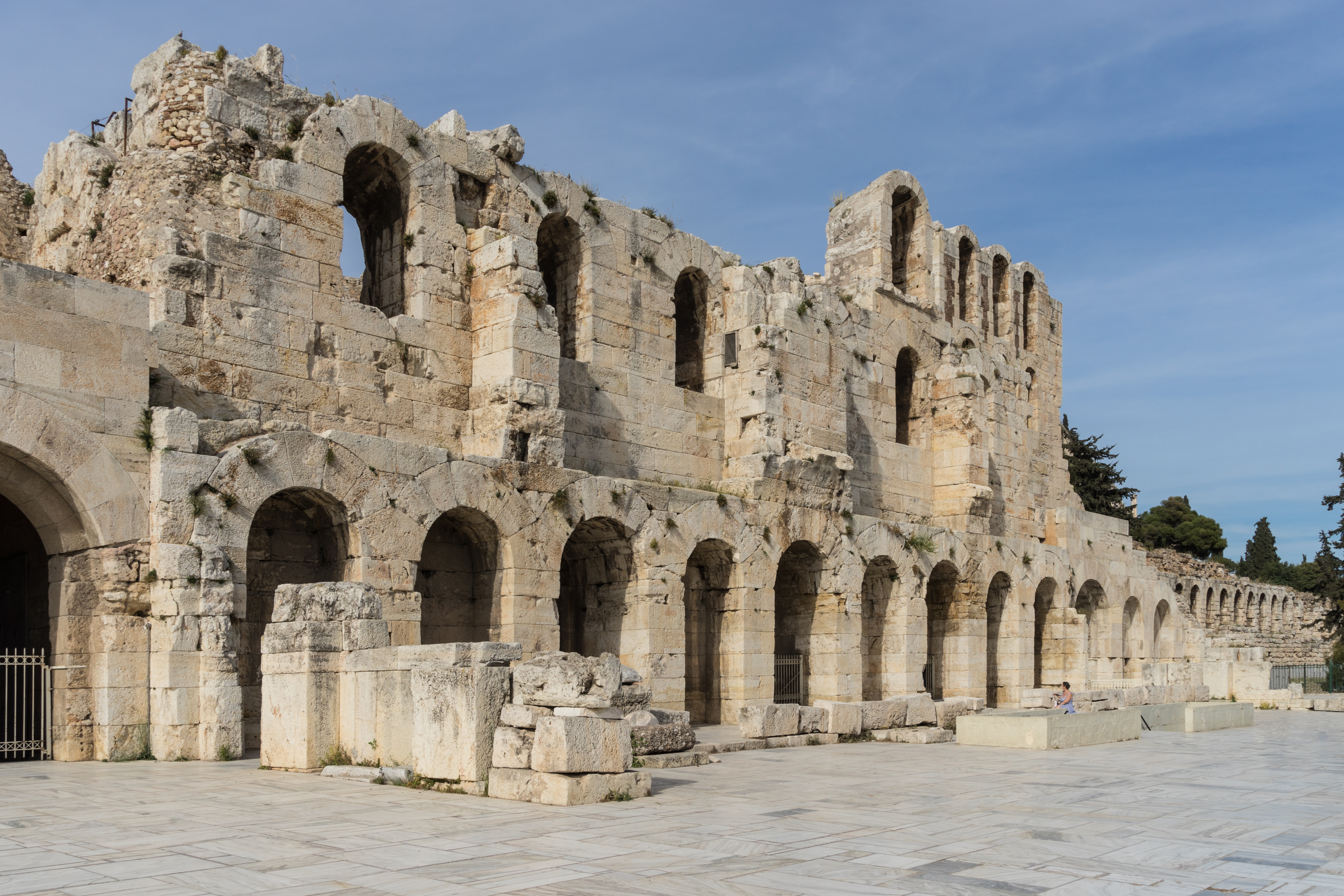
Vue de l'extérieur du mur de scène depuis le sud-ouest.